# Voltaggio
Voltaggio – miejscowość i gmina we Włoszech, w regionie Piemont, w prowincji Alessandria.
Według danych na styczeń 2010 gminę zamieszkiwały 774 osoby przy gęstości zaludnienia 15,1 os./1 km².